# Bronisław Thomas
Bronisław Thomas (po 1945: Tomas; ur. 22 kwietnia 1917 w Kleszczynie) – działacz polonijny w Niemczech, starosta pilski (w 1945), wicewojewoda szczeciński. 

## Życiorys
Ukończył gimnazjum polskie w Bytomiu oraz Wyższą Szkołę Pedagogiczną na Górnym Śląsku. W latach 1938–1939 studiował na Uniwersytecie Wrocławskim, jednak w czerwcu 1939 został z niego relegowany, był członkiem Związku Akademików Polaków oraz Związku Polaków w Niemczech. W czasie II wojny światowej ukrywał się na terenie Polski centralnej. Po zakończeniu wojny sprawował funkcję starosty pilskiego, następnie wicewojewody szczecińskiego. Był założycielem i prezesem Komitetu Obywatelskiego Polaków Ziem Odzyskanych. Należał do Stronnictwa Ludowego, a następnie do PSL, będąc członkiem jego władz krajowych. Uzyskał doktorat z filozofii na Uniwersytecie Poznańskim. Pracował jako lingwista na Uniwersytecie Warszawskim. Ostatecznie opuścił PRL i zamieszkał we Francji.

## Odznaczenie
- Krzyż Srebrny Orderu Virtuti Militari (przez KRN w 1946)[4]